# № 1 (требака)
№ 1 — требака Балтийского флота Российской империи, находившаяся в составе флота с 1777 по 1815 год, первая из двух требак типа «Номерная».

## Описание судна
Одна из двух парусных требак с деревянным корпусом типа «Номерная». Длина судна между перпендикулярами составляла 19,2 метра, ширина — 6,8 метра, а глубина интрюма — 2,2 метра. Сведений о грузовместимости требаки № 1 не сохранилось, однако однотипная требака № 2 обладала грузовместимостью в 57 ласт

## История службы
Требака № 1 была заложена на стапеле одной из верфей Санкт-Петербурга и после спуска на воду в 1777 году вошла в состав Балтийского флота России.
По окончании службы в 1815 году требака № 1 была разобрана в Кронштадте.

### Комментарии
1. ↑  Вторая требака служила под № 2[1].
2. ↑  63 фута 2 дюйма[2].
3. ↑  23 фута 3 дюйма[2].
4. ↑  7 футов 1 дюйм[2].
5. ↑  Ласт — мера грузовместимости судов, применявшаяся до конца XIX века. Один ласт равнялся 120 пудам или 1,92 тонны зернового хлеба[4].